# Hayim Habshush

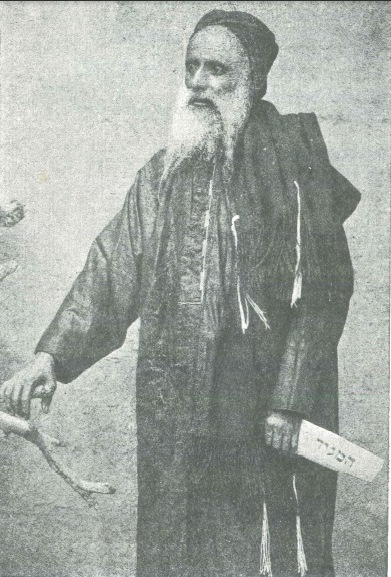
Foto de fines del siglo XIX

Hayim Habshush (árabe/hebreo:  חיים חבשוש  /حاييم حبشوش;Yemen,  ~1833-1899) fue un rabino yemenita de Saná recordado por ayudar a estudiosos como Joseph Halévy o Eduard Glaser. Esta y otras experiencias las recopiló en su libro de 1893 « Los viajes de Habshush » en árabe y hebreo. 